# Biggi Fahnenschreiber
Brigitte „Biggi“ Fahnenschreiber-Depenheuer (* 27. April 1931 in Köln) ist eine deutsche Balletttänzerin und Choreografin. Wegen ihrer langjährigen und bedeutenden Arbeit mit bekannten Kölner Karnevalstanzgruppen gilt sie in Köln gemeinhin als „die Mutter der Mariechen“ und ist auch heute noch  choreografisch aktiv.

## Künstlerischer Lebenslauf
Zum Tanzen kam Biggi Fahnenschreiber im Alter von acht Jahren durch das Kinderballett der Bühnen der Stadt Köln. 1947 wurde sie zur Ausbildung als Bühnentänzerin in die Tanzschule Anita Bell aufgenommen. Daneben war sie Tanz-Elevin bei den Städtischen Bühnen, wo sie 1950 engagiert wurde. 1957 wechselte sie als Primaballerina an das Stadttheater Freiburg und 1959 weiter an das Theater Aachen. Ihr Repertoire umfasste zahlreiche Solopartien der klassischen Ballettliteratur; Tanztourneen führten sie durch die USA und ganz Europa.

### Kölner Karneval
Über 45 Jahre lang war Biggi Fahnenschreiber im Karnevalstanz tätig. In ihrer Laufzeit betreute sie zahlreiche Kölner Tanzgruppen, u. a. die Roten und Blauen Funken und die Luftflotte. Bis heute gestaltet die „Grande Dame der Karnevalstänze“ die Fünfte Jahreszeit aktiv mit, trainiert das Kölner Dreigestirn und erstellt Choreografien, z. B. für den Tanzverein KG Grün-Weiß Schlebusch und die Bonner Stadtsoldaten.
Bedeutend für die Entwicklung des Kölner Karnevalstanzes sind die Elemente des klassischen Balletts, die von Fahnenschreiber eingeführt wurden und die sie mit akrobatischen Einlagen und Würfen zu einer völlig neuen choreografischen Synthese verband. Diese bestimmt bis heute das Bild der Kölner Karnevalstanzgruppen.
Für ihr Lebenswerk wurde ihr 2015 der Verdienstorden in Gold des Festkomitees Kölner Karneval und 2021 der Rheinlandtaler verliehen. Der Landschaftsverband Rheinland zeichnete sie am Rosenmontag 2021 mit dem Rheinlandtaler in der Kategorie Kultur aus.

## Filmografie
- Karneval! Wir sind positiv bekloppt – Dokumentarfilm, Deutschland, 2014, 98 Min., Regie: Claus Wischmann, Produktion: wFilm (WDR)